# ريان أونيل (لاعب كرة قدم)
ريان أونيل (بالإنجليزية: Ryan O'Neill)‏ (26 أبريل 1978 بليما في بيرو - ) هو لاعب كرة قدم أمريكي في مركز الوسط. لعب مع نادي بان.